# L'existentialisme est un humanisme

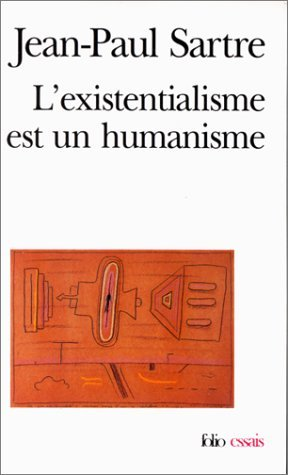
L'existentialisme est un humanisme

L'Existentialisme est un Humanisme is een werk van de Franse filosoof Jean-Paul Sartre, gepubliceerd in 1946. In dit werk zet hij zijn filosofische positie, namelijk het existentialisme, uiteen en verdedigt het tegen verschillende verwijten.

## Context
Op 29 oktober 1945 sprak Sartre 's avonds in de Club Maintenant te Parijs; her en der in Parijs was middels affiches de nodige publiciteit gemaakt, want de organisatoren verwachtten weinig publiek. De titel van deze redevoering, Het existentialisme is een humanisme, was ook bewust gekozen; het existentialisme had geen reputatie humanistisch te zijn, en in La Nausée had Sartre zijn protagonist een lange tirade tegen allerlei vormen van humanisme in de mond gegeven. Wat er die avond echter gebeurde verbijsterde iedereen: de toeloop was zo extreem groot, dat er geen kaartjes meer verkocht konden worden, het geïmproviseerde loket werd omver gelopen; het duurde een kwartier eer Sartre zelf de ingang kon bereiken van de bomvolle, stikhete zaal. In de hitte en de drukte vielen mensen flauw. Nadat Sartre uitgesproken was, was het ook niet meer mogelijk om, zoals gepland, vragen te beantwoorden uit het publiek. Vanaf de volgende dag was de naam Sartre niet meer weg te denken uit de kranten: iedereen sprak over deze gebeurtenis, en Sartre was beroemd. In zijn L'Ecume des jours (1947) heeft Boris Vian deze gebeurtenis parodiërend beschreven.
Vier dagen eerder had Sartre dezelfde lezing gehouden in Brussel; de gepubliceerde tekst (Februari 1946) maakt melding van een derde maal dat Sartre sprak, in een rustiger omgeving waar opposanten wel gelegenheid hadden om vragen te stellen. Oorspronkelijk was publicatie van deze tekst niet beoogd.

## Inhoud
In de vorm van een verdediging van het existentialisme tegen bepaalde terugkerende verwijten geeft L'Existentialisme est un Humanisme een beknopte en heldere samenvatting van Sartres atheïstische existentialisme. Hij begint met de beroemd geworden these: de existentie gaat vooraf aan de essentie (L'existence précède l'essence). Daar waar traditioneel vanuit een menselijke natuur gedacht werd, al dan niet door God geschapen, zegt Sartre dat een dergelijke opvatting alleen op voorwerpen van toepassing is, niet op mensen. Pas in zijn handelen definieert een mens zich, er bestaat niet een voorafgaand model of definitie van hoe een mens is. Pas achteraf kan men constateren wat een mens geworden is.
De mens is volledig vrij in het maken van deze keuzes. Daarmee gepaard gaat de verantwoordelijkheid die elke mens heeft voor zijn keuzes (en handelingen). Maar niet alleen dat: de mens is ook verantwoordelijk voor de hele mensheid.
Dit omdat we in onze keuzes ook altijd een beeld scheppen van de mens zoals wij denken dat hij zou moeten zijn. Onze keuze is namelijk altijd impliciet een positief waardeoordeel (we kunnen alleen datgene kiezen wat wij goed vinden). Een mens moet zich bij zijn keuzes altijd afvragen: Wat zou er gebeuren als iedereen dit doet? Het is die verantwoordelijkheid die resulteert in angst.
Een existentialist betreurt het niet-bestaan van God, want zonder God is de mens in de steek gelaten (délaissement), niets is a priori 'goed', de mens heeft niets om zich aan vast te houden. En anderzijds zijn er ook geen excuses voorhanden; wij handelen in volstrekte vrijheid; de mens is veroordeeld tot vrijheid (veroordeeld, immers we scheppen onszelf niet).
Als het gaat om concrete keuzes maken, dan is geen enkele moraal toereikend. Ze zijn allemaal te algemeen om direct toepasbaar te zijn in het dagelijks leven. Er is geen leidend principe; pas na afloop van het handelen kan men constateren waarvoor gekozen is. En hier maakt Sartre de vergelijking met een kunstwerk: net zoals van tevoren niet gezegd kan worden wat een kunstwerk gaat worden, zo ook met onze handelingen. Pas achteraf kan in het kunstwerk gezien worden welke esthetische waarden erin zitten; maar nooit kan van tevoren worden gedefinieerd welke waarden in een kunstwerk moeten zitten. Zo ook met het handelen de mens.
Het existentialisme is daarmee een filosofie van het handelen. Het existentialisme scherpt de mens in dat alleen de handeling telt (en niet allerlei gedroomde of mislukte plannen). Het is daarom misplaatst het existentialisme pessimisme te verwijten. Dit gebeurt door mensen die bezwaar hebben tegen personages in Sartres romans. Maar deze mensen, zegt Sartre, hebben geen probleem met de boeken van Émile Zola, waarin ook allerlei 'slechteriken' optreden. Waarom is dat? Omdat Zola het zo voorstelt dat zijn personages slachtoffer zijn van erfelijke componenten die hun gedrag 'verklaren'. Dat is geruststellend, er is een excuus. In Sartres romans is een lafaard gewoonweg schuldig aan zijn lafheid. Het existentialisme is dus confronterend, maar ook optimistisch: de mens heeft zijn eigen lot volledig in handen.
Het existentialisme gaat uit van het Cartesiaanse cogito. De mens bereikt zichzelf in zijn bewustzijn, en dat is de eerste 'waarheid'. Maar volgens Sartre ontdekt de mens in het cogito ook direct de anderen. De anderen zijn namelijk de voorwaarde voor ons bestaan als 'iets' (het gekwalificeerd zijn): alleen in het oordeel van de anderen worden wij iets bepaalds. Verwijten van solipsisme zijn daarmee weerlegd. En omdat het eenieder vrij staat te kiezen, kan men zich (bijvoorbeeld) aansluiten bij een partij of gemeenschap, en zo 'solidair' worden. 
Het existentialisme kan waardeoordelen uitspreken, namelijk over de vraag of er al dan niet mauvaise foi (kwade trouw, zelfbedrog) in het spel is. Dit is geen moreel waardeoordeel, maar toch een waardeoordeel. Mauvaise foi wil zeggen dat iemand zich onterecht verschuilt achter een excuus, en zijn volledige vrijheid ontkent. 
In feite, concludeert Sartre, doet het atheïstische existentialisme niets anders dan de consequenties trekken uit een coherente atheïstische levensbeschouwing.

## Plaats binnen het oeuvre van Sartre
In 1945 had Sartre al zijn filosofisch hoofdwerk L'être et le néant gepubliceerd, en L'existentialisme est un humanisme is geen tekst waarin Sartre baanbrekend werk verricht. Het is eerder een op een groot publiek gerichte samenvatting van zijn opvattingen als atheïstisch existentialist. Sartre is in deze periode nog niet bezig het marxisme te integreren met zijn existentialistische opvattingen.
De grote verspreiding van deze tekst (die 18 vertalingen kende) heeft zeker bijgedragen tot de popularisering van het begrip 'existentialisme'. Sartre was hier achteraf niet onverdeeld blij mee. Volgens zijn uitgever Louis Nagel heeft publicatie van deze tekst Sartre uit de kleine kring van vakfilosofen gehaald en hem gemaakt tot de publieke figuur Sartre.

## Reacties
Een belangrijk werk dat als reactie op dit boekje van Sartre kan beschouwd worden is de Brief über den Humanismus (1949) van Martin Heidegger. Sartre was zelf in zijn werk sterk beïnvloed door teksten van Heidegger zoals Sein und Zeit (1927) en Was ist Metaphysik? (1929). In deze werken zette Heidegger een analyse van de mens (in zoverre hij het zijn verstaat) of het Dasein uiteen. Deze analyses lijken op het eerste gezicht sterk op Sartres beschrijvingen van de mens. Sartre plaatst Heidegger zelf ook effectief binnen het existentialisme, en meer concreet binnen de atheïstische variant ervan. 
Heidegger distantieert zich echter van het werk van Sartre en van het label van existentialist. Het is voor Heidegger niet om een antropologie te doen. Het draait voor Heidegger om het Zijn en niet het zijnde. Sartre gebruikt voor zichzelf wel terecht de term existentialisme, maar verwijdert zich van de positie ingenomen in Sein und Zeit.
Specifiek heeft Heidegger ook kritiek op Sartres formulering l'existence précède l'essence. Sartre heeft volgens Heidegger de traditionele verhouding van essentie en existentie wel omgekeerd, maar hij blijft vastzitten binnen het traditionele kader van de metafysica, dat Heidegger net wil overstijgen. Het humanisme van Sartre staat voor Heidegger nog in een traditie die inherent metafysisch is. Binnen het humanisme krijgt de mens nog steeds een essentie toegedicht, namelijk dat van 'redelijk dier'. Dat is ook nog zo bij Sartre, aldus Heidegger: dit blijkt uit Sartres sterk op Descartes' geïnspireerde beschrijvingen van de mens als (zuiver) bewustzijn of zuivere subjectiviteit.